# Торилон жовтодзьобий
Торило́н жовтодзьобий (Anairetes flavirostris) — вид горобцеподібних птахів родини тиранових (Tyrannidae). Мешкає в Південній Америці.

## Підвиди
Виділяють чотири підвиди:
- A. f. huancabambae (Chapman, 1924) — Західний і Центральний хребти Перуанських Анд (на південь до Уануко);
- A. f. arequipae (Chapman, 1926) — Анди на південному заході Перу (на південь від Ліми) та на північному заході Чилі;
- A. f. cuzcoensis (Chapman, 1924) — Анди на південному сході Перу (Куско);
- A. f. flavirostris Sclater, PL & Salvin, 1876 — регіон Альтіплано в Перу, Болівії, Чилі і Аргентині, західна і центральна Аргентина (на південь до Чубута).

## Поширення і екологія
Жовтодзьобі торилони мешкають в Перу, Болівії, Чилі і Аргентині. Частина аргентинських популяцій взимку мігрують на схід, на рівнини Пампи. Жовтодзьобі торилони живуть в сухих і високогірних чагарникових заростях, у вологих гірських тропічних лісах, в напівпустелях і пустелях. Зустрічаються на висоті від 1000 до 3700 м над рівнем моря.